# Otopappus
Otopappus là một chi thực vật có hoa trong họ Cúc (Asteraceae).

## Loài
Chi Otopappus gồm các loài:
1. Otopappus acuminatus S.Watson - Jalisco
2. Otopappus brevipes B.L.Rob. - from Chiapas to Nicaragua
3. Otopappus calarcanus S.Díaz - Colombia
4. Otopappus curviflorus (R.Br.) Hemsl. - from Veracruz to Nicaragua
5. Otopappus epaleaceus Hemsl. - from Puebla to Guatemala
6. Otopappus glabratus (J.M.Coult.) S.F.Blake - Guatemala, Honduras, El Salvador
7. Otopappus guatemalensis (Urb.) R.L.Hartm. & Stuessy - Guatemala, Belize, Yucatán
8. Otopappus hirsutus (Sw.) R.L.Hartm. & Stuessy - Jamaica
9. Otopappus imbricatus (Sch.Bip.) S.F.Blake - Puebla, Morelos, Michoacán, Guerrero
10. Otopappus koelzii McVaugh - Michoacán, Colima, Jalisco
11. Otopappus mexicanus (Rzed.) H.Rob. - Guerrero, Oaxaca
12. Otopappus microcephalus S.F.Blake - Colima, Jalisco, Guerrero, Oaxaca
13. Otopappus robustus Hemsl. - Veracruz
14. Otopappus scaber S.F.Blake - Guatemala, Belize, Yucatán, Chiapas
15. Otopappus syncephalus Donn.Sm. - Guatemala
16. Otopappus tequilanus (A.Gray) B.L.Rob. - Sinaloa, Jalisco, Nayarit, Michoacán, Guerrero, Oaxaca
17. Otopappus verbesinoides Benth. - from Oaxaca to Nicaragua